# Mezinárodní Botevova cena
Mezinárodní Botevova cena (bulharsky: Международна ботевска награда) je vyznamenání Bulharska, udílená za významné úspěchy v oblasti literatury. Založena byla roku 1972.

## Historie a pravidla udílení
Státní cena byla založena výnosem Národního shromáždění č. 1695 ze dne 24. července 1972. Byla pojmenována po Christu Botevovi, předním bulharském básníku, novináři a revolucionáři, který je bulharským národním hrdinou a symbolem boje za nezávislost státu. Udílena je v několika kategoriích každých pět let.
Po pádu komunistického režimu nebyla cena v roce 1991 udělena. Její udílení bylo obnoveno v roce 1996. Mimo pravidelné udílení byla výjimečně v roce 2008 udělena Alexandru Solženicynu v souvislosti s jeho úmrtím.

## Insignie
Medaile má pravidelný kulatý tvar. Je na ni vyobrazen bulharský básník a revolucionář Christo Botev. Napravo od portrétu jsou data narození a úmrtí tohoto muže 1848 • 1876. Na zadní straně je bulharský lev stojící na zadních nohách. Pod lvem je zkřížená zbraň s brkem. V kruhu při vnějším okraji medaile je ve dvou řadách nápis v cyrilici ЛАУРЕАТНА МЕЖПУНАРОДНА БОТЕВСКА НАГРАДА.
Medaile je zavěšena na stuze v barvách bulharské vlajky, tedy na stuze tvořené stejně širokými pruhy v barvách bílé, zelené a červené. Stuha je připojena ke kovové destičce ve tvaru vavřínového věnce.